# Vittorio Aliprandi
Vittorio Aliprandi (Padova, 3 gennaio 1955) è un politico italiano.